# Baptiste Santamaria
Baptiste Santamaria (* 9. März 1995 in Saint-Doulchard) ist ein französischer Fußballspieler. Der Mittelfeldspieler steht in Spanien beim FC Valencia unter Vertrag und war Nachwuchsnationalspieler.

## Vereinskarriere

### Jugend (bis 2013)
Santamaria, dessen Vater Marc selbst Fußball gespielt hatte und unter anderem bei Stade Reims unter Vertrag stand, wuchs in der Umgebung der zentralfranzösischen Stadt Bourges auf und begann dort im frühen Kindesalter bei einem Amateurverein mit dem Fußballspielen. Dem Klub mit dem Namen ESJ Bourges blieb er jahrelang treu, bevor er 2007 in die Jugend des größeren Lokalrivalen FC Bourges 18 wechselte. Mit Morgan Sanson besaß dieser ein weiteres Talent, das später den Durchbruch schaffen würde und ebenso wie Santamaria aus dem nahegelegenen Saint-Doulchard stammte. Letzterer zeigte schon damals ein großes Potential, weswegen er als 13-Jähriger in eine regionale Fußballschule des nationalen Verbandes aufgenommen wurde. Bereits wenig später kehrte er allerdings nach Bourges zurück. Der nächste bedeutende Schritt gelang ihm im Sommer 2011, als ihn der Jugendabteilungsleiter Bernard Blaquart ins Nachwuchsleistungszentrum des Profiklubs FC Tours holte.
In der Jugend von Tours verfolgte er seine fußballerische Ausbildung, während er gleichzeitig das Gymnasium besuchte und 2013 sein Abitur erwarb. Nachdem er in früheren Jahren bevorzugt im offensiven Mittelfeld aufgelaufen war, versuchte er sich bei Tours nebenbei auch als Stürmer.

### Durchbruch bei Tours (2013–2016)
Zu Beginn der Spielzeit 2013/14 wurde der damals 18-Jährige in die fünftklassig antretende zweite Mannschaft des FC Tours aufgenommen. In dieser wurde er sofort zu einem Leistungsträger und präsentierte sich derart stark, dass er im Herbst von Trainer Olivier Pantaloni ins Profiteam berufen wurde. Am 18. Oktober 2013 wurde er bei einem 2:1-Auswärtssieg gegen den späteren Absteiger CA Bastia in der 88. Minute für Bryan Bergougnoux eingewechselt und kam so zu seinem Profi- und Zweitligadebüt. Für einige Wochen blieb es bei diesem Kurzeinsatz, doch dann durfte er sich bei einem 2:2 gegen den Le Havre AC erneut präsentieren und stand bei der nächsten Begegnung, die am 29. November mit einem 2:1-Erfolg gegen den ES Troyes AC endete, von Beginn an auf dem Platz. Dies markierte den Durchbruch für den erst 18-jährigen Spieler, der fortan zu einem festen Bestandteil der Stammelf wurde.
Trotz seines geringen Alters überzeugte er im weiteren Verlauf der Saison 2013/14 durch eine große Spielstärke und ein gereiftes taktisches Verhalten. Sein schneller Aufstieg innerhalb der Mannschaft hatte aber gleichzeitig zur Folge, dass der Fußball für ihn noch mehr Zeit in Anspruch nahm und er daher ein 2013 aufgenommenes Jurastudium vorerst abbrach. Im Mai 2014 wurde er mit einem für drei Jahre gültigen Profivertrag ausgestattet. Seinen Stammplatz konnte er auch in seiner zweiten Saison im Profibetrieb behaupten.

### Etablierung beim SCO Angers (2016–2020)
Im Vorfeld der Spielzeit 2016/17 wurde er vom französischen Erstligisten SCO Angers unter Vertrag genommen. Bei diesem nahm er fortan einen Stammplatz ein. So absolvierte er in vier Jahren insgesamt 137 Ligaspiele und 12 Pokalbegegnungen unter seinem Trainer und größten Förderer Stéphane Moulin, in dessen 4-1-4-1-System er als unumstrittener Leistungsträger im defensiven Mittelfeld galt. 2017 stand er mit dem Verein erstmals nach exakt 60 Jahren wieder im Finale des Coupe de France, in dem man Paris Saint-Germain mit 1:0 unterlag. In der folgenden Saison verlängerte Santamaria seinen Vertrag bis 2022.

### Wechsel nach Deutschland (2020–2021)
Zur Bundesligasaison 2020/21 wechselte der Franzose nach Deutschland zum SC Freiburg, für eine kolportierte Ablösesumme von zehn Millionen Euro. Santamaria ist damit teuerster Neuzugang der Freiburger Vereinsgeschichte. Die Breisgauer reagierten mit der Verpflichtung ihres „Wunschspielers“ unter anderem auf die Verletzung des zentralen Mittelfeldspielers Janik Haberer, dennoch war Santamaria als Stammspieler vorgesehen. In seiner ersten Bundesligaspielzeit kam er auf 30 Einsätze und ein Tor, das er am 14. Spieltag beim 3:1-Auswärtssieg gegen die TSG 1899 Hoffenheim erzielte.

### Wechsel zurück nach Frankreich (2021–2025)
Am 17. August 2021 gaben der SC Freiburg und Stade Rennes den Wechsel des Spielers für rund 14 Millionen Euro bekannt. Er erhält einen Vertrag bis 2025. Die Gründe für den überraschenden Wechsel sollen familiärer Natur gewesen sein. Im Januar 2025 wurde Santamaria innerhalb der Ligue 1 an den OGC Nizza verliehen.

### Nächste Schritte in Spanien (ab 2025)
Nach vier Jahren in Frankreich folgte zur Saison 2025/26 der Transfer zum FC Valencia nach Spanien. Bei seiner insgesamt zweiten Auslandsstation unterschrieb er einen Vertrag bis 2027.

## Nationalmannschaft
Im März 2014 wurde der Nachwuchsspieler zu einem Lehrgang in die französischen U19-Nationalelf berufen. Seine Teilnahme daran musste er allerdings absagen, da für ihn die anstehende Partie in der Liga Priorität hatte. Am Ende der Spielzeit 2014/15 wurde er in die U20-Auswahl Frankreichs berufen und erreichte am 27. Mai 2015 bei einem 3:1-Sieg gegen die Nationalmannschaft der Vereinigten Staaten sein internationales Debüt. Dem folgten in den darauffolgenden Tagen zwei weitere Einsätze für die Mannschaft.